# The Strength / The Sound / The Songs
The Strength / The Sound / The Songs is het debuutalbum van de Deense band Volbeat. De plaat kwam na een optreden op Roskilde Festival op nummer 18 in de Deense albumhitlijsten, iets wat geen enkele andere Deense heavyrockband hen voordeed.

## Tracklist
1. Caroline Leaving (Caroline part Two) – 3:14
2. Another Day, Another Way – 3:03
3. Something Else Or... – 4:08
4. Rebel Monster – 2:54
5. Pool of Booze – 3:38
6. Always. Wu – 2:33
7. Say Your Number – 4:42
8. Soulweeper – 3:39
9. Firesong (Danny & Lucy revisited) – 4:20
10. Danny & Lucy (11 pm) – 2:51
11. Caroline #1 – 4:13
12. Alienized – 4:07
13. I Only Wanna Be with You (Dusty Springfield cover) – 2:44
14. Everything's Still Fine – 3:20
15. Healing Subconsciously – 5:37